# Anthessius antarcticus
Anthessius antarcticus is een eenoogkreeftjessoort uit de familie van de Anthessiidae. De wetenschappelijke naam van de soort is voor het eerst geldig gepubliceerd in 2015 door Juan Moles, Conxita Avila en Il-Hoi Kim.
Deze eenoogkreeft leeft in symbiose met de zeeslak Charcotia granulosa in de Antarctische wateren. Ze werd er aangetroffen in de South Shetland Islands. Het is de eerste keer dat een Anthessiidae-soort in Antarctica werd aangetroffen en het is tevens de eerste Anthessius-soort die samen met een zeenaaktslak leeft.